# Ludwig von Graff
Ludwig von Graff ou Ludwig Graff de Pancsova, né le 2 janvier 1851 à Pancsova et mort le 6 février 1924 à Graz, est un zoologiste autrichien. Il a travaillé avec Eduard Oscar Schmidt puis avec Ludwig Böhmig.
Spécialiste des vers plats, il fut professeur à l'université de Graz, puis y fut recteur.

## Taxons nommés en son honneur
- Byrsophlebs graffii Jensen, 1878
- Graffia Levinsen, 1879
- Planocera graffi Lang, 1879
- Graffilla Ihering, 1880
- Proclea graffii (Langerhans, 1884)
- Anoplodium graffi Monticelli, 1892
- Stylochoplana graffii (Laidlaw, 1906)
- Anciliplana graffi Heath & McGregor, 1913
- Allostoma graffi (de Beauchamp, 1913)
- Enterostomula graffi (Beauchamp, 1913)
- Graffizoon Heath, 1928
- Macrostomum graffi Ferguson, 1939
- Graffilla graffi Mitin, 1970

## Quelques taxons décrits
- Byrsophlebidae Graff, 1905
- Catenulidae Graff, 1905
- Convolutidae Graff, 1905
- Dalyelliidae Graff, 1905
- Enantiidae Graff, 1889
- Fecampiidae Graff, 1903
- Genostomatidae Graff, 1903
- Graffillidae Graff, 1908
- Kalyptorhynchia Graff, 1905
- Plagiostomidae Graff, 1882
- Polycystididae Graff, 1905
- Proporidae Graff, 1882
- Pseudostomidae Graff, 1908
- Rhynchodemidae Graff, 1896
- Schizorhynchidae Graff, 1905
- Solenopharyngidae Graff, 1882
- Trigonostomidae Graff, 1905
- Typhloplanidae Graff, 1905
- Urastoma cyprinae (Graff, 1882)